# 제5기 최고인민회의 대의원 선거
제5기 최고인민회의 대의원 선거는 1972년 12월 12일에 열린 조선민주주의인민공화국의 5대 최고인민회의 선거다. 대의원 541명을 선출하였다.

## 선거 결과
| 정당         | 의석 수 | 변화 |
| ------------ | ------- | ---- |
| 로동당       | 127석   | -161 |
| 조총련       | 7석     | -    |
| 천도교청우당 | 4석     | -    |
| 조선민주당   | 1석     | -    |
| 불교연합     | 1석     | -    |
| 기타         | 401석   |      |
| 합계         | 541석   | +84  |